# 磁気光学効果
磁気光学効果（じきこうがくこうか、英: Magneto-optical effect）は、磁場をかけた物質の透過光や反射光の偏光状態が変化する現象のことである。

## 種類

磁場をかけた物質の透過光や反射光の偏光状態が変化する現象を表現した図。赤線が透過光である。

透過光の偏光状態が変化し偏光面が回転する現象はファラデー効果、反射光の偏光状態が変化する現象は磁気光学カー効果と呼ばれる。